# Bitka kraj Jurjevih Stijena 1663.
Bitka kod Jurjevih Stijena (16. listopada 1663.) je bitka koju su vodili Kraljevina Hrvatska i Habsburška Monarhija protiv Osmanskog Carstva, a vođena je kod Jurjevih Stijena (nedaleko Otočca). Hrvatsku vojsku predvodio je grof Petar Zrinski, a osmansku vojsku, koja je bila četiri put brojnija, zapovjednik Ali-paša Čengić, sandžak-beg Bosanskog pašaluka. 

## Političko-vojna pozadina
Nakon početnih uspjeha protiv Osmanskog Carstva, Petar Zrinski je 1658. godine imenovan kapetanom Senja, Ogulina i cijelog Primorja. Tijekom ratova u Transilvaniji, osmanski zapovjednik Ali-paša Čengić planirao je osvojiti grad Otočac, a zatim izvršiti invaziju na Kranjsku. Vrhovni zapovjednik Vojne krajine Herbart VIII Auersperg tom se prilikom povukao u Ljubljanu.

## Ishod bitke
Hrvatske su snage izvojevale veliku pobjedu. Osmanskoga zapovjednika Ali-pašu Čengića zarobio je Petar Zrinski, a u bitci je poginula jedna petina Ali-pašine vojske. Premda je Europa brujala o veličanstvenoj pobjedi, osobni interesi vrhovnog zapovjednika Vojne krajine generala Ivana Herberta Auersperga poništili su učinke pobjede: Zrinskog je tužio zbog neposluha, zbog čega je bio prisiljen predati ratni plijen i zatočenike.

## Značaj bitke
Pobjedom kod Jurjevih stijena zauvijek je spriječen prodor Osmanlija u Gacku. Poražena je cjelokupna vojska Bosanskog pašaluka, a Turci iz Bosne više nikad nisu napali teritorij Hrvatske.
Pobjeda kraj Jurjevih stijena je prva velika pobjeda isključivo hrvatske vojske poslije velikog poraza na Krbavskom polju 1493. godine. Slavljena je i u Hrvatskoj i u inozemstvu.